# کلرات نقره
کلرات نقره (به انگلیسی: Silver chlorate) با فرمول شیمیایی AgClO۳ یک ترکیب شیمیایی با شناسه پاب‌کم ۹۸۱۵۵۰۵ است؛ که جرم مولی آن 191.319 g/mol می‌باشد. شکل ظاهری این ترکیب، بلورهای سفید است.